# Trommelbeschichtung

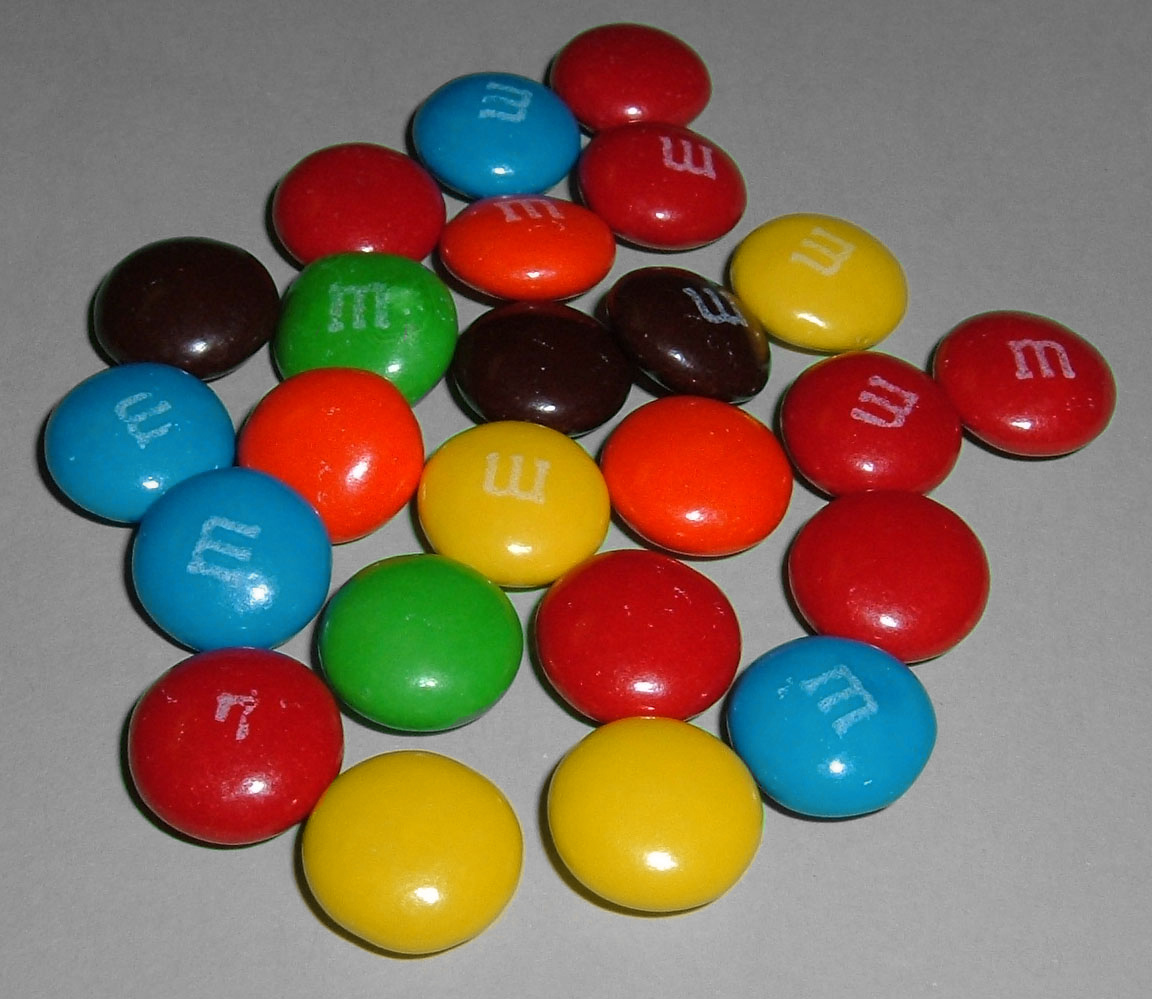
Mittels Trommelbeschichtung eingefärbtes Lebensmittel

Das Trommelbeschichten ist eine Beschichtungsform. Es ist geeignet zur Beschichtung von Schüttware. Ziel der Beschichtungsform ist es, alle Seiten eines Objekts gleichzeitig mit den verschiedenen Lagen zu bedecken. In ihrer einfachsten Form sind Trommelbeschichter rotierende, geneigte Zylinder, meist aus rostfreiem Stahl. Um ein Festhaften der zu beschichtenden Objekte zu verhindern, sind die Innenwände meist gerippt. Um die geforderte Einwirkzeit sicherzustellen, werden während der Rotation die Objekte durch ein Hindernis angehoben. Nach einer gewissen Umdrehung, üblicherweise zwischen 90° und 120°, rollen die zu beschichtenden Objekte vom Hindernis ab und wieder auf den Trommelboden. Das Beschichtungsmittel wird durch zumeist sechs Düsen, die im Zentrum der Trommel angebracht sind, auf die Beschichtungsobjekte aufgetragen. Die Neigung der Trommel sorgt dabei für einen Fortlauf der Objekte durch die Trommel. Häufiges Einsatzgebiet ist die Lebensmittelbeschichtung.